# حكم من البندقية

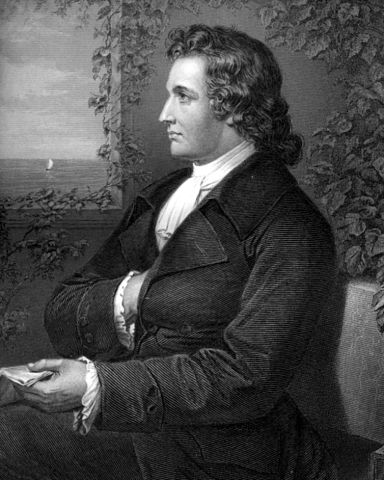
يوهان فولفغانغ فون غوته

حكم من مدينة البندقية (بالألمانية: Venezianische Epigramme) مجموعة قصائد هجائية صغيرة، من تأليف الأديب الألماني يوهان فولفغانغ فون غوته، نُشرت للمرة الأولى في العام 1796 تحت عنوان «إبيجرامات فينيسيا».

## وصلات خارجية
- حكم من مدينة البندقية، على مشروع جوتنبرج.
- حكم من مدينة البندقية، على كتب جوجل.
- حكم من مدينة البندقية، على موقع أمازون.
- حكم من مدينة البندقية، على ويكي مصدر الألمانية.
- حكم من مدينة البندقية، على مكتبة جامعة هارفارد.
- حكم من مدينة البندقية، على مكتبة جامعة ويسكونسن-ماديسون.